# Sollevamento pesi ai Giochi della XXXI Olimpiade - 69 kg maschile
Le gare di sollevamento pesi della categoria fino a 69 kg maschile dei giochi olimpici di Rio de Janeiro 2016 si svolgeranno il 9 agosto 2016 presso il padiglione 2 di Riocentro.

## Programma
L'orario indicato è riferito a quello brasiliano (UTC-3)
| Data                   | Ora   | Gruppo   |
| ---------------------- | ----- | -------- |
| Martedì, 9 agosto 2016 | 10:00 | Gruppo B |
| Martedì, 9 agosto 2016 | 19:00 | Gruppo A |

## Record
Prima della competizione, i record olimpici e mondiali erano i seguenti:
| Record mondiale | Strappo | Liao Hui Cina          | 166 kg | 10 novembre 2014 Almaty, Kazakistan |
| Record mondiale | Slancio | Liao Hui Cina          | 198 kg | 23 ottobre 2013 Breslavia, Polonia  |
| Record mondiale | Totale  | Liao Hui Cina          | 359 kg | 10 novembre 2014 Almaty, Kazakistan |
| Record olimpico | Strappo | Georgi Markov Bulgaria | 165 kg | 20 settembre 2000 Sydney, Australia |
| Record olimpico | Slancio | Georgi Markov Bulgaria | 196 kg | 20 settembre 2000 Sydney, Australia |
| Record olimpico | Totale  | Georgi Markov Bulgaria | 357 kg | 20 settembre 2000 Sydney, Australia |

## Risultati
| Pos. | Atleta               | Gruppo | Strappo (kg) | Strappo (kg) | Strappo (kg) | Strappo (kg) | Slancio (kg) | Slancio (kg) | Slancio (kg) | Slancio (kg) | Totale |
| Pos. | Atleta               | Gruppo | 1            | 2            | 3            | Risultato    | 1            | 2            | 3            | Risultato    | Totale |
| ---- | -------------------- | ------ | ------------ | ------------ | ------------ | ------------ | ------------ | ------------ | ------------ | ------------ | ------ |
|      | Shi Zhiyong          | A      | 156          | 160          | 162          | 162          | 188          | 190          | 198          | 190          | 352    |
|      | Daniyar Ismayilov    | A      | 156          | 160          | 163          | 163          | 181          | 185          | 188          | 188          | 351    |
|      | Luís Javier Mosquera | A      | 150          | 150          | 155          | 155          | 183          | 189          | 190          | 183          | 338    |
| 4    | Bredni Roque         | A      | 145          | 145          | 145          | 145          | 181          | 187          | 187          | 181          | 326    |
| 5    | Briken Calja         | A      | 145          | 151          | 151          | 145          | 175          | 181          | 184          | 181          | 326    |
| 6    | Serghei Cechir       | B      | 140          | 144          | 147          | 144          | 170          | 175          | 178          | 178          | 322    |
| 7    | Bernardin Matam      | A      | 140          | 144          | 144          | 140          | 175          | 180          | 182          | 180          | 320    |
| 8    | Won Jeong-sik        | B      | 143          | 143          | 146          | 143          | 172          | 177          | 180          | 177          | 320    |
| 9    | Triyatno             | A      | 142          | 142          | 147          | 142          | 175          | 182          | 182          | 175          | 317    |
| 10   | David Sánchez        | B      | 137          | 142          | 145          | 142          | 170          | 175          | 177          | 175          | 317    |
| 11   | Tairat Bunsuk        | B      | 137          | 141          | 141          | 137          | 175          | 179          | 181          | 179          | 316    |
| 12   | Hafifi Mansor        | A      | 140          | 143          | 144          | 140          | 176          | 181          | 182          | 176          | 316    |
| 13   | Kwon Yong-gwang      | B      | 137          | 142          | 142          | 137          | 168          | 172          | 176          | 176          | 313    |
| 14   | Doston Yoqubov       | B      | 133          | 137          | 140          | 137          | 172          | 176          | 181          | 176          | 313    |
| 15   | Edwin Mosquera       | B      | 140          | 144          | 144          | 140          | 165          | 170          | 175          | 170          | 310    |
| 16   | Mohsen Alduhaylib    | B      | 128          | 135          | 137          | 135          | 162          | 171          | 171          | 162          | 297    |
| 17   | Pan Chien-Hung       | B      | 130          | 136          | 136          | 136          | 160          | 160          | 160          | 160          | 296    |
| —    | Kim Myong-hyok       | A      | 157          | 157          | 161          | 157          | 188          | 188          | 196          | —            | —      |
| —    | Karem Ben Hnia       | A      | 147          | 150          | 150          | 147          | 177          | 177          | 177          | —            | —      |
| —    | I Ketut Ariana       | A      | 145          | 145          | 145          | —            | —            | —            | —            | —            | —      |
| DSQ  | Izzat Artykov        | A      | 146          | 151          | 155          | 151          | 181          | 188          | 196          | 188          | 339    |